# باجتيم قسامي
باجتيم قسامي (بالألمانية: Pajtim Kasami) هو لاعب كرة قدم سويسري من أصل ألباني مقدوني في مركز الوسط ولد في يوم 2 يونيو 1992 في مدينة أندلفينغن في سويسرا، يلعب حالياً مع نادي نوتينغهام فورست كمعار من نادي أولمبياكوس وسبق له اللعب مع نادي فينترتور وغراسهوبر زيوريخ ونادي ليفربول ونادي لاتسيو ونادي بيلينزونا ونادي باليرمو ونادي فولهام ونادي لوزيرن، في سنة 2013 بدأ باللعب مع منتخب سويسرا لكرة القدم ويبلغ طوله 188 سم.

## مسيرته الكروية
لعب باجتيم قسامي خلال مسيرته الاحترافية مع 8 أندية في ثلاثة عشر موسمًا وسجل خلالها 37 هدفًا ضمن 228 مباراة. ولم يفز بأي موسم بالكأس وفاز في موسمين بالدوري.
خاض باجتيم قسامي مسيرته مع نادي بيلينزونا في موسم 2009–10 لمدة موسم واحد، مشاركًا في 10 مباريات سجل خلالها هدفين. ثم انتقل إلى نادي باليرمو في موسم 2010–11 لمدة موسم واحد، حيث شارك في 14 مباراة سجل خلالها هدفًا واحدًا. لينتقل بعدها إلى نادي فولهام في موسم 2011–12 في المرة الأولى ولمدة موسمين ثم في موسم 2013–14 لمدة موسم واحد، مشاركًا طوالها في 38 مباراة سجل خلالها 3 أهداف. ثم انتقل إلى نادي لوزيرن في موسم 2012–13 لمدة موسم واحد، مشاركًا في 16 مباراة سجل خلالها هدفًا واحدًا. هذا وانتقل لاحقًا إلى نادي أولمبياكوس في موسم 2014–15 ولمدة موسمين، مشاركًا في 43 مباراة سجل خلالها 6 أهداف. ثم انتقل بعدها إلى نادي نوتينغهام فورست في موسم 2016–17 لمدة موسم واحد، مشاركًا في 25 مباراة سجل خلالها هدفين. ليعود وينتقل من جديد، لكن هذه المرة إلى نادي سيون في موسم 2017–18 واستمر معه طيلة ثلاثة مواسم، مشاركًا في 82 مباراة سجل خلالها 22 هدفًا.

## روابط خارجية
- باجتيم قسامي على موقع الاتحاد الدولي (مؤرشف)  (الإنجليزية)
- باجتيم قسامي على موقع الاتحاد الأوربي (الإنجليزية)
- باجتيم قسامي على موقع قاعدة بيانات كرة القدم.إي يو (الإنجليزية)
- باجتيم قسامي على موقع ناشيونال فوتبول تيمز (الإنجليزية)
- باجتيم قسامي على موقع Soccerbase.com (لاعب) (الإنجليزية)
- باجتيم قسامي على موقع Soccerway.com (الإنجليزية)
- باجتيم قسامي على موقع عالم كرة القدم.نت (الإنجليزية)
- باجتيم قسامي على موقع أوليمبيديا (الإنجليزية)
- باجتيم قسامي على موقع AS.com (الإسبانية)